# Kościół Narodzenia św. Jana Chrzciciela w Korzkwi
Kościół Narodzenia św. Jana Chrzciciela – zabytkowy rzymskokatolicki, kościół parafialny parafii Narodzenia św. Jana Chrzciciela w Korzkwi znajdujący się w Korzkwi, w gminie Zielonki, w powiecie krakowskim.
Kościół wraz z ogrodzeniem z kaplicami został wpisany do rejestru zabytków nieruchomych województwa małopolskiego.

## Historia

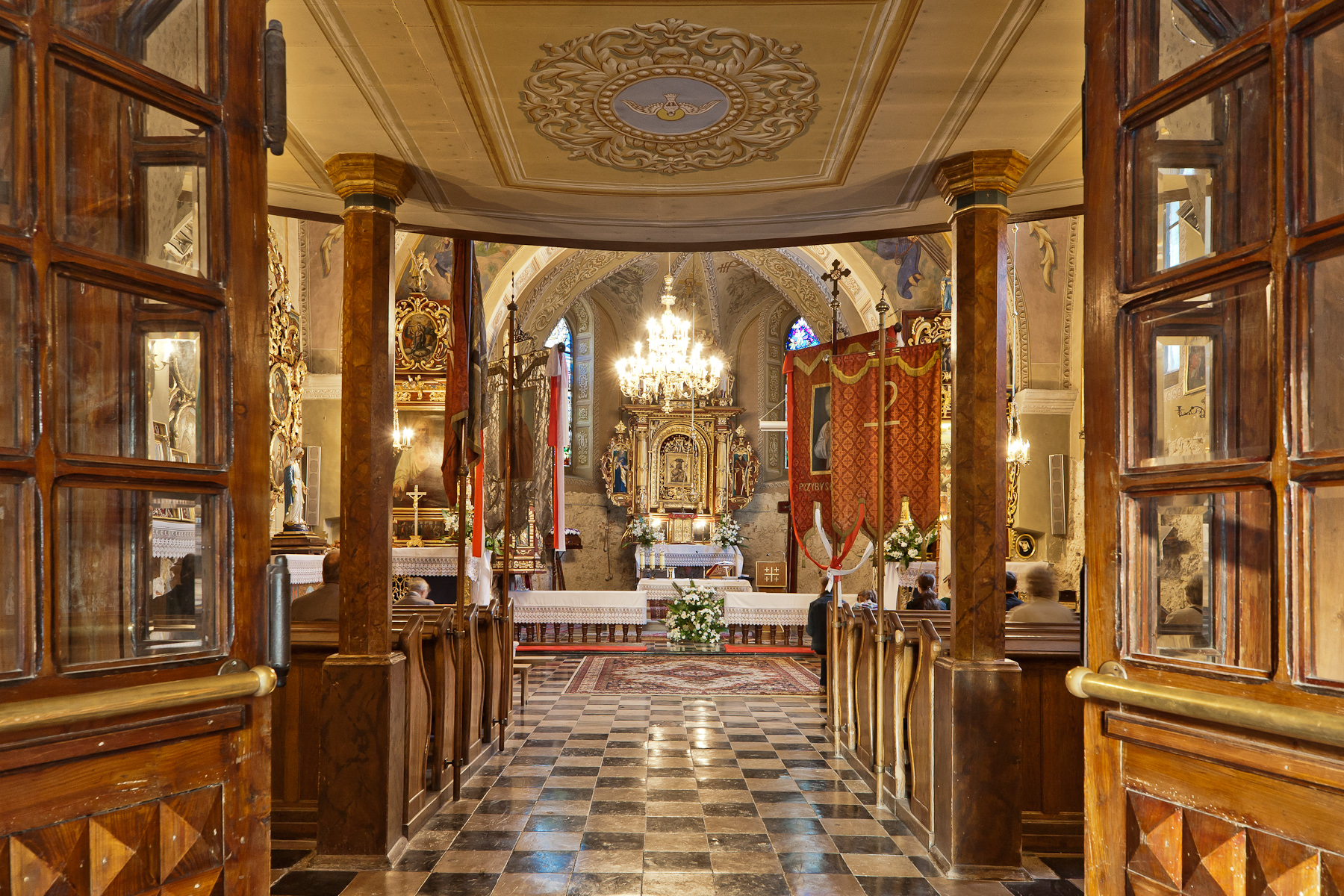
Wnętrze świątyni

Świątynię ufundował Aleksander Ługowski herbu Lubicz, ówczesny właściciel Korzkwi. Budowa trwała 10 lat i ukończono ją w roku 1630. Nowy, murowany kościół zlokalizowano w pobliżu, lecz najprawdopodobniej nieco powyżej wcześniejszego kościoła drewnianego. Obiekt odnowiony w 1858 roku po pożarze dachu i wieży.

## Architektura
Budynek o cechach manierystycznych, murowany, oszkarpowany, orientowany, jednonawowy z prezbiterium zamkniętym półkolistą apsydą. W fasadzie wieża, w górnej części ośmioboczna.

## Wyposażenie i wystrój wnętrza
- loża kolatorska nad zakrystią(zobacz)[4];
- późnobarokowy ołtarz boczny ozdobiony bogatą ramą snycerską z obrazem św. Józefa i patronami strzegącymi od chorób w medalionach(zobacz)[3];
- obraz Ecce Homo z początku XVII wieku[3];
- dwie hermy relikwiarzowe kobiece z XVI wieku[3];
- monstrancja wieżyczkowa z 1640 roku[3];
- pacyfikał z I połowy XVII wieku[3];
- gotycki relikwiarzyk z puszką ujętą kryształem[3].